# Poștașul sună întotdeauna de două ori (film din 1981)
Poștașul sună întotdeauna de două ori (în engleză The Postman Always Rings Twice) este un film din 1981 adaptat după romanul lui James M. Cain. În această versiune a filmului scenariul a fost scris de David Mamet iar regia a fost semnată Bob Rafelson. În rolurile principale: Jack Nicholson și Jessica Lange. Filmările au avut loc în Santa Barbara, California.
Filmul a fost inițial lansat de Paramount Pictures. Mai târziu a fost produs de Lorimar, care a deținut toate drepturile filmului până ce acesta a fost vândut companiei Warner Communications în 1989. La acel moment dat toate drepturile peliculei au revenit companiei Warner Bros., care deține și filmul original din 1946.
Cartea lui James M. Cain a fost ecranizată întâi în Franța ("Le dernier tournant", 1939), apoi în Italia ("Ossessione", 1942) și ulterior în Statele Unite ("The Postman Always Rings Twice", 1946, cu John Garfield și Lana Turner). Acest film este un remake după producția americană, realizată în 1981, cu un scenariu în care David Mamet a păstrat întreaga sexualitate și violență din roman, cenzurate în peliculele anterioare. Este vorba despre dragostea pasională, ce izbucnește animalic, torid, fără putință de a fi reprimată, între un hoinar, Frank Chambers, pripășit la un mic restaurant de la marginea autostrăzii, și soția proprietarului grec al acestuia, Cora Papadakis, care s-a săturat de bucătărie și o viață plată. Amanții ajung la concluzia că omorârea grecului este singura modalitate prin care își pot împlini iubirea și nevoia de bani. De unde încurcăturile...și lovitura de grație... pentru că totul se plătește. 
Un film cu o atmosferă tensionată și câteva scene memorabile.

## Distribuție
- Jack Nicholson – Frank Chambers
- Jessica Lange – Cora Smith
- John Colicos – Nick Papadakis
- Michael Lerner – Dl. Katz
- John P. Ryan – Kennedy
- Anjelica Huston – Madge
- Christian Slater – Berney

## Coloana sonoră
La 14 mai 2012 Intrada a produs coloana sonoră completă a lui Michael Small pentru prima oară.
Lista de cântece:
1. Main Title (02:50)
2. Frank In Room (01:12)
3. Kitchen Love (03:21)
4. Going To Chicago (02:21)
5. Got To Have You, Frank (01:36)
6. Fuse Box (04:41)
7. Please Don't Leave Me (02:22)
8. Murder And Push Car (03:35)
9. Doing It In The Dirt (02:14)
10. We Do It (02:18)
11. They Leave Courthouse (03:41)
12. Thinking Of Cora (01:46)
13. You Know What I Learned (01:20)
14. Suspense On Stairs (01:08)
15. They Marry (02:20)
16. Last Drive (02:05)
17. Elegy For Cora (01:16)
18. End Credits (02:15)

Bonus tracks:
1. Kitchen Love (Alternate Version) (03:21)
2. Got To Have You, Frank (Long Version) (01:50)
3. Beat Each Other Up (Alternate Version) (01:40)
4. Cora Spits (Alternate Version) (00:40)
5. Thinking Of Cora (Album Version) (01:48)
6. They Marry (Album Version) (01:28)
7. Last Drive (Album Version) (02:19)
8. La Donna E Mobile (01:07) compusă de Verdi / aranjată de Michael Small
9. La Ci Darem La Mano (02:26) compusă de Mozart / aranjată de Michael Small